# South Wingfield
South Wingfield är en by och en civil parish i Amber Valley i Derbyshire i England. Orten har 1 514 invånare (2011). Byn nämndes i Domedagsboken (Domesday Book) år 1086, och kallades då Winefeld.